# Archidiocèse de Djouba
L’archidiocèse de Djouba est une juridiction de l'Église catholique romaine au Soudan du Sud. L'archevêque actuel est Mgr Stephen Ameyu Mulla, l'évêque auxiliaire étant Mgr Santo Loku Pio Doggale.

## Historique

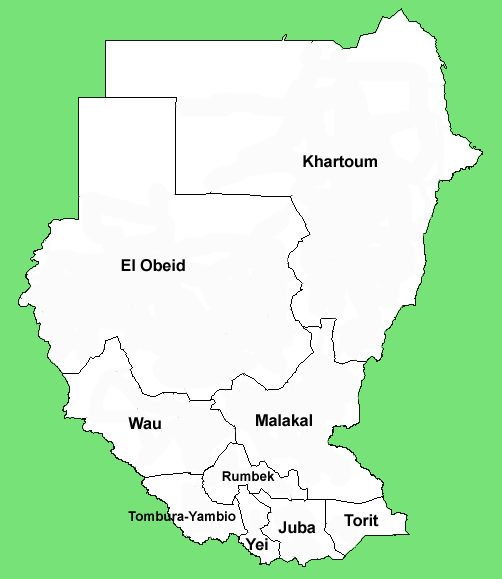
Carte des diocèses du Soudan.

La préfecture apostolique de Bahr el-Djebel est érigée le 14 juillet 1927 par le bref apostolique Expedit ut de  Pie XI, recevant son territoire de la préfecture apostolique du Nil-Équatorial (aujourd'hui archidiocèse de Gulu). Elle est confiée à l'administration des missionnaires comboniens italiens.
Le 3 mars 1949, elle cède une portion de territoire à l'avantage de la nouvelle préfecture apostolique de Mupoi (aujourd'hui diocèse de Tombura-Yambio).
Le 12 avril 1951, la préfecture apostolique est élevée au statut de vicariat apostolique par la bulle Si uberes fructus de Pio XII.
Le 3 juillet 1955, elle cède un autre portion de territoire à l'avantage du vicariat apostolique de Rumbek (aujourd'hui diocèse).
Le 26 mai 1961, le vicariat change de nom, devenant vicariat apostolique de Djouba.
Le 12 décembre 1974, le vicariat apostolique est élevé au rang d'archidiocèse métropolitain par la bulle Cum in Sudania de Paul VI.
Le 2 septembre 1983, il cède une portion de territoire à l'avantage du nouveau diocèse de Torit.

## Ordinaires
- Giuseppe Zambonardi, M.C.C.I. † (1er février 1928 - 1938 démission)
- Stephen Mlakic, M.C.C.I. † (21 octobre 1938 - 1950 mort)
- Sisto Mazzoldi, M.C.C.I. † (8 juillet 1950 - 12 juin 1967 nommé évêque de Moroto)
- Ireneus Wien Dud, † (12 décembre 1974 - 1982 démissionne)
- Paulino Lukudu Loro, M.C.C.I.,† (19 février 1983 - 12 décembre 2019)
- Stephen Ameyu Mulla (depuis le 12 décembre 2019)

## Organisation
L'archidiocèse est constitué de 15 paroisses dont :
- Kator Cathédrale Sainte-Thérèse de Djouba (fondée en 1952)
- Saint Joseph - Djouba (fondée en 1931)
- Munuki (fondée en 1988)
- Rejaf (fondée en 1919)
- Kit (fondée en 1952 - inactive depuis 1990)
- Liria - Lella (fondée en 1946)
- Kworijik (fondée en 1951)
- Terekeka (fondée en 1952)
- Tali (fondée en 1954)